# 河南省政法干部学院
河南省政法干部学院，原名中央第二政法干部学校，1980年5月6日，由最高人民法院党组、最高人民检察院党组、司法部党组向中共中央、国务院申请成立，同中央政法干部学校共同承担训练全国县以上政法领导干部的任务，校址位于河南省济源县思礼公社五机部531工厂2分部、3分部。1980年6月5日，批准。1984年1月1日，移交河南省政府管理。1984年2月17日，更名为河南省政法干部学院，同时一部分师资流入河南大学法律系。1984年10月29日，与河南省政法干部学校合并，保留河南省政法干部学院名称，撤销河南省政法干部学校，迁至原河南省政法干部学校校址，济源校舍则移交济源政府管理，后分配给附近村民居住。1985年6月，更名为河南省政法管理干部学院。2010年3月，同河南财经学院合并，成立河南财经政法大学。

## 相关页面
- 中央政法干部学校
- 河南大学
- 河南财经政法大学